# Molécula de adesão celular
As moléculas de adesão celular ou CAM's são moléculas que permitem a ligação entre as células ou entre células e a matriz extracelular.

## Caderinas
As caderinas são moléculas de adesão dependentes do cálcio que permitem a ligação entre células vizinhas. Cada uma das células que são ligadas possuem sempre o mesmo tipo de caderina que a outra sendo as interacções entre elas homofílicas. Ligam-se à célula através de cateninas. Possuem função de formação e manutenção da integridade dos tecidos.
As caderinas são glicoproteínas transmembranárias de passo simples contendo de 700 a 750 aminoácidos, sendo as principais moléculas de adesão celular responsáveis pela adesão célula-célula nos tecidos dos vertebrados. Formam uma superfamília, que abrange as caderinas clássicas - inicialmente reconhecidas á superfície celular, são algumas delas: Caderina E: abundantes nos epitélios; Caderina P: abundantes na placenta; Caderina N: abundantes no sistema nervoso; e as caderinas não-clássicas, encontradas em grande quantidade no tecido nervoso e em alguns outros tecidos, algumas também com função de adesão. 
Essas proteínas medeiam a adesão célula-célula dependente de Ca2+ extracelular. Sua parte extracelular possui cinco domínios com 100 aminoácidos cada, e, entre cada par de repetição de caderina ocorre o posicionamento do Ca2+, mantendo esses domínios juntos e formando uma estrutura na forma de bastão. Caso o Ca2+ seja removido, as caderinas mudam de conformação, tornam-se flexíveis e são rapidamente degradadas por enzimas proteolíticas.
As caderinas normalmente ligam as células por mecanismos homofílicos, onde as moléculas de uma célula ligam-se a outras moléculas do mesmo tipo nas células adjacentes, mas também podem ocorrer outros dois tipos de ligações: ligação heterofílica, onde as moléculas de uma célula ligam-se as moléculas de um tipo diferente na célula adjacente e a ligação dependente de ligante, nessa os bastões de caderinas são ligados uns aos outros por moléculas de ligantes multivalentes. 
A maioria das caderinas ligam indiretamente a actina dos citoesqueletos de células vizinhas, suas caudas citoplasmáticas interagem diretamente com os filamentos de actina através de um grupo de proteínas de ancoramento intracelular denominado cateninas.

### Correlação com câncer
Foi descoberto que as caderinas e outros fatores adicionais estão correlacionados à formação e crescimento de alguns tipos de câncer e como um tumor continua a crescer. As E-caderinas, conhecidas como caderinas epiteliais, estão na superfície de uma célula e podem se ligar a outras do mesmo tipo em outra para formar pontes. A perda das moléculas de adesão celular, as caderinas E, está causalmente envolvida na formação de tipos epiteliais de câncer, como os carcinomas. As mudanças em qualquer tipo de expressão de caderina podem não apenas controlar a adesão de células tumorais, mas também podem afetar a transdução de sinal, levando ao crescimento incontrolável das células cancerosas.
Nos cânceres de células epiteliais, a ruptura da adesão de células a células pode levar ao desenvolvimento de tumores malignos secundários; eles estão distantes do local primário do câncer e podem resultar de anormalidades na expressão das caderinas-E ou de suas cateninas associadas. CAMs, como as glicoproteínas caderina, que normalmente funcionam como a cola e mantém as células juntas, agem como mediadores importantes das interações entre células. As E-caderinas, na superfície de todas as células epiteliais, estão ligadas ao citoesqueleto de actina por meio de interações com cateninas no citoplasma. Assim, ancoradas ao citoesqueleto, as caderinas-E na superfície de uma célula podem se ligar às de outra para formar pontes. Em cânceres de células epiteliais, a interrupção da adesão célula-célula que pode levar a metástases pode resultar de anormalidades na expressão da caderina-E ou de suas cateninas associadas.

## Selectinas
As selectinas são moléculas de adesão dependentes do cálcio que actuam em conjunto com as integrinas sendo bastante importantes para a migração dos leucócitos através dos vasos sanguíneos visto que ajudam a fixar o leucócito ao endotélio do vaso. As interacções são do tipo heterofílicas visto que as selectinas se ligam a moléculas diferentes de si próprias. fazem ligação celular

## Imunoglobulinas
As imunoglobulinas são moléculas de adesão independentes do cálcio que ligam células vizinhas através de interacções homofílicas ou heterofílicas.

## Integrinas
As integrinas são moléculas de adesão dependentes do cálcio ou magnésio que ligam as células à matriz extracelular.